# Aa achalensis
Lan a Bắc Argentina (danh pháp hai phần: Aa achalensis) là một loài thực vật có hoa trong họ Lan (Orchidaceae). Loài này được Schltr. miêu tả khoa học đầu tiên năm 1920.